# Драйер, Ян
Йоханнес Вилхелмюс (Ян) Драйер (нидерл. Johannes Wilhelmus "Jan" Draaijer; 9 октября 1929, Амстердам — 27 октября 2016, Пюрмеренд) — нидерландский футболист, игравший на позиции нападающего, выступал за амстердамские команды «Де Спартан», «Аякс» и «Де Волевейккерс».

## Спортивная карьера
С середины 1940-х годов Ян Драйер выступал за клуб «Де Спартан» из Амстердама, перед тем как перейти в «Аякс». Его одноклубники Эф Вестерс и Ян Дитмейер так же перешли в состав «красно-белых».
На протяжении нескольких сезонов Драйер выступал за резервные команды «Аякса» и лишь в 1953 году дебютировал в первой команде. Свой единственный матч нападающий сыграл 4 октября в чемпионате против «Леувардена», выйдя на замену на 23-й минуте вместо травмированного Ханса Боскампа. Встреча завершилась поражением его команды со счётом 3:0.
Летом 1957 года Ян перешёл из резерва «Аякса» в клуб «Де Волевейккерс», который на тот момент выступал в первом дивизионе. Перед началом сезона его команда 1 сентября одержала победу в товарищеской встрече над «Зволсе Бойс» — Драйер стал автором третьего гола. В составе клуба он выступал на протяжении двух сезонов.

## Личная жизнь
Ян родился в октябре 1929 года в Амстердаме. Отец — Корнелис Герардюс (Кес) Драйер, мать — Хилтье де Граф. Оба родителя были родом из Амстердама, они поженились в марте 1924 года — на момент женитьбы отец работал мойщиком окон. В их семье была ещё старшая дочь Алтье Корнелия, родившаяся в феврале 1926 года. Отец умер в июле 1934 года в возрасте 36 лет, когда Яну было пять лет, а его сестре восемь. Через два года мать вышла замуж за 28-летнего Антониюса Хендрикюса Нордсика и родила ему сына.
Женился в возрасте двадцати четырёх лет — его супругой стала Агнес Теодора Рёйтер. Их брак был зарегистрирован 12 июня 1954 года. В браке родилось двое детей: сын Петер (умер в мае 2020 года) и дочь.
Умер 27 октября 2016 года в Пюрмеренде в возрасте 87 лет. Церемония кремации состоялась 3 ноября.